# Pic de Batoua
Le pic de Batoua ou de Culfreda est un sommet des Pyrénées, situé sur la frontière franco-espagnole entre les Hautes-Pyrénées, en région Occitanie, et la province de Huesca dans la communauté d'Aragon, qui culmine à 3 034 mètres d'altitude dans le massif de Suelza.

## Toponymie
En occitan bat signifie « vallée », toua signifie « profond » donc le pic de la vallée profonde.

## Géographie
Il est situé entre le département des Hautes-Pyrénées en vallée d'Aure entre les vallée du Rioumajou sur la commune de Saint-Lary-Soulan et la vallée de Chistau en Espagne.

### Topographie
Il est situé au sud de la montagne de Batoua, sur la cresta de Culfreda à l'est du pic de Cauarère, à l'ouest du pic de la Niscoude.

### Hydrographie
Le sommet délimite la ligne de partage des eaux entre le bassin de la Garonne côté nord, qui se déverse dans l'Atlantique, et le bassin de l'Èbre, qui coule vers la Méditerranée côté sud.

## Voies d'accès
Côté français on peut y accéder par la vallée du Rioumajou au départ de Frédancon et côté espagnol par la vallée de Chistau au départ des cabanes de la Plana del Puerto de Pez.

## Protection environnementale
Le pic fait partie d'une zone naturelle protégée, classée ZNIEFF de type 1 : haute vallée d'Aure en rive droite, de Barroude au col d'Azet.